# Audiovox
Audiovox（欧迪福斯，NASDAQ：VOXX），是一家美国消费电子产品集团公司，成立于1965年，总部位于美国纽约州。2000年在美国纳斯达克上市，股票代码为“VOXX”。Audiovox作为北美第四大通信产品供应商，是无线电产业的佼佼者，而消费电子品牌Audiovox也因此在业界驰名，在欧洲拥有不俗的地位。
VOXX集团国内和国际的分销网络销售自有品牌有Acoustic Research(AR)、Audiovox(欧迪福斯)、RCA、Jensen、Klipsch(杰士)、Advent、Code Alarm、Invision、Prestige、Terk、Heco(德高)、Magnat(密力)、Incaar, Oehlbach、Mac Audio及Schwaiger等。

## 电子商品
AUDIOVOX产品包括移动多媒体视像产品，包括内置式、无线电、高架式、头靠式和便携式移动视像娱乐系统；自动发声系统，包括收音机、音箱和功放；卫星无线电设备包括即插即用型和直接连接式；汽车安全性和遥控起动系统和智能手机界面模块;汽车电源配件；后方观察和防撞系统；车道偏离和碰撞系统；导航装置和便携式DVD。

## 配件产品
配件产品包括高清电视天线；WIFI天线；高分辨率多媒体HDMI线；家用电子配件例如电缆；其他连通性产品；电源线；增强系统性能电子产品；电源连接系统；通用电视遥控；平板电视装配系统；IPOD专用产品；无线耳机；摄像机可充电后备电池；无绳电话、便携式DVD数码摄像机的电池和配件，同时还有MP3播放器、网络无线电产品、数码录音机、定时收音机、数码相框等产品，箱体式电视、家用与便携式货架系统等电池、配件产品。